# Wagen 107 in sterbezetting
Wagen 107 in sterbezetting is een hoorspel van Hermann Moers. Wagen 107 in Starbesetzung werd in 1973 door de Westdeutscher Rundfunk uitgezonden. C. Denoyer vertaalde het en de VARA zond het uit op woensdag 27 februari 1974, van 16:03 uur tot 16:45 uur. De regisseur was Ad Löbler.

## Rolbezetting
- Hans Veerman (Jumbo)
- Hans Karsenbarg (Vlieg)
- Frans Somers (Eekhoorn)
- Gerrie Mantel (Klara)
- Jan Wegter & Bob Verstraete (twee arbeiders)
- Eva Janssen (een klant)

## Inhoud
De Eekhoorn-broodfabriek heeft een nieuwe vrachtwagenchauffeur in dienst genomen om de filialen te bevoorraden. Die nieuwe man is een ex-coureur, die door een ongeluk tijdens een race van verdere wedstrijden moest afzien. Na een baantje in een magazijn heeft hij nu de kans gekregen om weer achter een stuurwiel te zitten. Het bloed kruipt natuurlijk waar het niet gaan kan: hij zal aan zien nieuwe baas laten zien dat de bestelroute in een veel kortere tijd kan worden afgelegd dan tot nog toe door de andere chauffeurs is gedaan. Hij krijgt een bijrijder mee met wie hij het al gauw aan de stok krijgt, omdat die niets van de nieuwe dienstklopper moet hebben. De nieuweling wordt op deze eerste rit geconfronteerd met een aantal ongeoorloofde praktijken, zoals clandestien pianovervoer in de tijd en met de vrachtwagen van de baas en de verkoop tegen halve prijs van reclamebroodjes die gratis moeten worden verspreid. Dat kan hij met zijn geweten niet in overeenstemming brengen…